# Bactrocera depressa
Bactrocera depressa är en tvåvingeart som först beskrevs av Tokuichi Shiraki 1933.  Bactrocera depressa ingår i släktet Bactrocera och familjen borrflugor. Inga underarter finns listade.